# موزخوارهای نمادین
موزخوارهای نمادین یا موزخوارهای سبز (نام علمی: Tauraco) نام یک سرده از تیره موزخوار است.

## گونه‌ها
- موزخوار گینه (also called green turaco), Tauraco persa
- موزخوار لیوینگستون، Tauraco livingstonii
- موزخوار شلو، Tauraco schalowi
- موزخوار کنیسنا، Tauraco corythaix
- موزخوار نوک‌سیاه، Tauraco schuettii
- موزخوار کاکل‌سفید، Tauraco leucolophus
- موزخوار فیشر، Tauraco fischeri
- موزخوار نوک‌زرد، Tauraco macrorhynchus
- موزخوار بنرمن، Tauraco bannermani
- موزخوار کاکل‌قرمز، Tauraco erythrolophus
- موزخوار هارتلاب، Tauraco hartlaubi
- موزخوار گونه‌سفید، Tauraco leucotis
- موزخوار روسپولی، Tauraco ruspolii
- موزخوار کاکل‌ارغوانی، Tauraco porphyreolophus